# Stenoplastis eximia
Stenoplastis eximia är en fjärilsart som beskrevs av W. Warren 1909. Stenoplastis eximia ingår i släktet Stenoplastis och familjen tandspinnare. Inga underarter finns listade i Catalogue of Life.